# Liste der Flaggen im Rems-Murr-Kreis
Diese Liste beinhaltet alle Flaggen im Rems-Murr-Kreis in Baden-Württemberg, inklusive historischer Flaggen.
In Baden-Württemberg werden zweibahnige Flaggen verliehen, deren Farben den Wappenfarben entsprechen. Dabei wird oft als erste Farbe der Flagge (links vom Betrachter) die Farbe der Wappenfigur und als zweite Farbe die des Wappengrundes genommen. Flaggen, die vor Inkrafttreten der deutschen Gemeindeordnung 1935 geführt wurden, dürfen beibehalten werden, auch wenn diese nicht den heutigen Bestimmungen in Baden-Württemberg entsprechen.

## Rems-Murr-Kreis
| Landkreis       | Flagge | Kommentare |
| Rems-Murr-Kreis |        | Wappen am 4. November 1974 vom Innenministerium verliehen: „In Gold (Gelb) zwischen zwei schräglinken blauen Wellenleisten eine schräglinke schwarze Hirschstange.“ Flagge: Gelb-Blau. |

## Flaggen der Städte im Rems-Murr-Kreis
| Stadt      | Flagge | Kommentare |
| Backnang   |        | Ältestes, in Abdruck von 1312 belegtes Siegel zeigt Reichsadler, spätere Siegel des 14. Jahrhunderts zeigen württembergische Hirschstangen. Wappen in württembergischen Farben Schwarz und Gold seit 1535 belegt, Hirschstangen seit Ende des 16. Jahrhunderts in verwechselten Farben in von Silber und Schwarz gespaltenem Schild tingiert. Reichsapfel seit 1686 als Marksteinzeichen in Gebrauch. Heutiges Wappen am 10. Juli 1903 festgelegt: „In gespaltenem Schild vorne in Silber (Weiß) drei liegende schwarze Hirschstangen übereinander, hinten in Schwarz ein blauer Reichsapfel mit goldenem (gelbem) Beschlag und Kreuz.“ Flagge: Blau-Gelb. |
| Fellbach   |        | Wappen und Flagge am 13. März 1956 von der Landesregierung verliehen: „In Rot drei gestürzte silberne (weiße) Wolfsangeln übereinander.“ Flagge: Weiß-Rot. |
| Murrhardt  |        | Älteste, seit 1389 belegte Siegel zeigen Abtsstab. Mitte des 17. Jahrhunderts wird Abtsstab von zwei Wölfen gehalten, im 19. Jahrhundert durch Tanne ersetzt. Flagge am 25. Februar 1925 festgelegt: „In Silber (Weiß) auf grünem Boden eine grüne Tanne, an deren Stamm sich beiderseits je ein widersehender schwarzer Wolf aufrichtet.“ Flagge: Schwarz-Weiß-Grün. |
| Schorndorf |        | Ältestes, seit 1293 belegtes Siegel zeigt Schoren über Hirschstange, letzteres entfällt 1312 und erscheint seit der zweiten Hälfte des 16. Jahrhunderts im Schildhaupt. Älteste farbige Wappenzeichnung seit 1535 nachgewiesen. Flaggenfarben seit 1650 überliefert: „Unter goldenem (gelbem) Schildhaupt, darin eine liegende schwarze Hirschstange, in Rot zwei schräg gekreuzte, mit dem Blatt nach oben gekehrte goldene (gelbe) Spaten (Schoren).“ Flagge: Gelb-Rot. |
| Waiblingen |        | Seit 1291 belegte Siegel zeigen bis 1559 württembergisches Wappen, ab 1312 zeitweise durch Reichsadler ersetzt. Heutiges Wappen erscheint in Zeichnung aus dem Jahre 1535, in Siegeln seit 1559 nachweisbar: „Unter schwarzem Schildhaupt in Silber (Weiß) drei liegende schwarze Hirschstangen übereinander.“ Flagge: Schwarz-Weiß. |
| Weinstadt  |        | Wappen und Flagge am 3. Mai 1976 vom Landratsamt Rems-Murr-Kreis verliehen: „Unter goldenem (gelbem) Schildhaupt, darin eine schwarze Hirschstange, in Schwarz eine goldene (gelbe) Traube.“ Flagge: Gelb-Schwarz. |
| Welzheim   |        | Ältestes, in Abdruck von 1735 belegtes Siegel zeigt auf Boden wachsender Tanne, ersteres später durch Hügel ersetzt. Schildgrund zunächst Gold, seit dem Jahre 1855 Silbern tingiert. Flagge vor dem Ersten Weltkrieg in Gebrauch: „In Silber (Weiß) auf grünem Hügel eine grüne Tanne.“ Flagge: Grün-Weiß. |
| Winnenden  |        | Siegel zeigten von 1333 bis 1569 württembergisches Wappen. Windenranken erscheinen in Zeichnung von 1535, in Siegeln seit 1569. Würfel im 19. Jahrhundert als Wappenbild festgelegt. Altes Wappen mit Flagge am 23. Januar 1961 vom Innenministerium verliehen: „In Silber (Weiß) ein von zwei grünen Windenranken umgebener goldener (gelber) Schild, darin drei liegende schwarze Hirschstangen übereinander.“ Flagge: Schwarz-Gelb. |

## Flaggen der Gemeinden im Rems-Murr-Kreis
| Gemeinde              | Flagge | Kommentare |
| Alfdorf               |        | Siegelabdruck von 1550 zeigt halbe Lilie mit drei darunter hängenden Eicheln. 1596 erscheint ganze Lilie mit Büchel und Eichel auf Dreiberg. Später war bis zum 1. Januar 1972 im goldenen Schild eine blaue Lilie mit grüner Buchel und grüner Eichel in Gebrauch. Heutiges Wappen mit Flagge am 19. Mai 1980 vom Landratsamt Rems-Murr-Kreis verliehen: „In Gold (Gelb) ein erniedrigter schwarzer Zaun (vier Pfähle), überdeckt mit einem grünen Dreiberg, aus dem eine blaue Lilie wächst, die am Bund rechts mit einer abwärts geneigten grünen Buchel, links mit einer abwärts geneigten grünen Eichel besteckt ist.“ Flagge: Blau-Gelb. |
| Allmersbach im Tal    |        | Armbrust seit 1686 als Markstein- und Fleckenzeichen nachgewiesen. Wappen und Flagge am 16. September 1965 vom Innenministerium verliehen: „In Silber (Weiß) eine aufgerichtete rote Armbrust mit linkshin weisendem Abzugsbügel.“ Flagge: Rot-Weiß. |
| Althütte              |        | Wappen und Flagge auf Vorschlag der Archivdirektion Stuttgart im Jahre 1924 festgelegt: „In Blau zwei schräg gekreuzte silberne (weiße) Glasbläserpfeifen.“ Flagge: Weiß-Blau. |
| Aspach                |        | Wappen und Flagge am 22. Juli 1975 vom Innenministerium verliehen: „Von Grün und Silber (Weiß) im Wellenschnitt schräglinks geteilt, das silberne (weiße) Feld oben in ein schräges silbernes (weißes) Espenblatt, das grüne Feld unten in eine grüne Weintraube auslaufend.“ Flagge: Grün-Weiß. |
| Auenwald              |        | Wappen und Flagge am 11. Juli 1977 vom Landratsamt Rems-Murr-Kreis verliehen: „Von Blau und Gold (Gelb) im Zinnenschnitt (3 goldene Zinnen) erhöht geteilt, unten ein rot bezungter schwarzer Eberrumpf mit silbernen (weißen) Hauern.“ Flagge: Gelb-Blau. |
| Berglen               |        | Wappen und Flagge am 1. September 1978 vom Landratsamt Rems-Murr-Kreis verliehen: „In Gold (Gelb) auf grünem Dreiberg ein grüner Kirschbaum mit neun Blättern.“ Flagge: Grün-Gelb. |
| Burgstetten           |        | Wappen und Flagge am 21. April 1975 vom Innenministerium verliehen: „Unter blauem Schildhaupt, darin ein mit goldenen (gelben) Wimpern versehenes blaues Auge, in Gold (Gelb) zwei gegeneinandergekehrte S-förmige rote Doppelhaken (Wolfseisen).“ Flagge: Rot-Gelb. |
| Großerlach            |        | Wappen und Flagge am 4. April 1978 vom Landratsamt Rems-Murr-Kreis verliehen: „In Gold (Gelb) aus dem Unterrand emporkommend ein roter Limes-Wachtturm, oben beiderseits begleitet von je einem grünen Erlenzweig.“ Flagge: Rot-Gelb. |
| Kaisersbach           |        | Schultheißenamtssiegel des 19. Jahrhunderts zeigt auf Boden stehender Tanne. Wappen und Flagge am 28. Februar 1961 vom Inneministerium verliehen: „In Gold (Gelb) über einem blauen Wellenschildfuß zwei bewurzelte grüne Tannen nebeneinander.“ Flagge: Grün-Gelb. |
| Kernen im Remstal     |        | Wappen und Flagge am 3. Januar 1977 vom Landratsamt Rems-Murr-Kreis verliehen: „In Gold (Gelb) sechs schräge Rauten in zwei Reihen aneinander, die obere Dreierreihe blau, die untere schwarz.“ Flagge: Blau-Gelb. |
| Kirchberg an der Murr |        | Halbkreisförmiger Stein von 1617 an der Friedhofsmauer zeigt Kirche auf Dreiberg. Kirche auf einfachem Berg erscheint auf Kartusche am Rathausbrunnen von 1755 und auf Siegeln des 18. Jahrhunderts. Wappen im Jahre 1937 festgelegt, mit Flagge am 24. Juli 1959 vom Innenministerium verliehen: „In Rot auf grünem Berg eine eintürmige silberne (weiße) Kirche, auf dem Pyramidendach des heraldisch links stehenden Turmes und auf dem Dachfirst des dreifenstrigen Kirchenschiffs je ein silbernes (weißes) Kreuz.“ Flagge: Weiß-Rot. |
| Korb                  |        | Von zwei Laubzweigen bekränzte Traube erscheint im Schultheißenamtssiegel gegen Ende des 19. Jahrhunderts. In späteren Stempeln erscheint Traube in Wappenschild. Wappen und Flagge am 15. Juni 1953 von der vorläufigen Regierung Baden-Württemberg verliehen: „In gespaltenem Schild vorne in Gold (Gelb) eine blaue Traube, hinten in Blau ein goldener (gelber) Bienenkorb.“ Flagge: Blau-Gelb. |
| Leutenbach            |        | Wappen und Flagge am 10. August 1977 vom Landratsamt Rems-Murr-Kreis verliehen: „In Rot ein silberner (weißer) Balken, begleitet von drei (2:1) fünfblättrigen goldenen (gelben) Rosen mit schwarzen Kelchblättern.“ Flagge: Gelb-Rot. |
| Oppenweiler           |        | Wappen und Flagge am 14. November 1955 von der Landesregierung verliehen: „In Gold (Gelb) ein roter Schrägbalken belegt mit drei goldenen (gelben) Beilen.“ Flagge: Rot-Gelb. |
| Plüderhausen          |        | Wappenfiguren erscheinen in geteiltem Schild in 1751 belegten Siegel. Teilungslinie in den Jahren vor 1939 zum Schildhaupt verschoben. Flaggenverleihung und Bestätigung der Festlegung des Schildhaupts am 27. Juli 1960, sowie des Glevenkreuzes am 27. Juni 1972 vom Innenministerium vorgenommen: „Unter goldenem (gelbem) Schildhaupt, darin eine schwarze Hirschstange, in Rot ein silbernes (weißes) Glevenkreuz.“ Flagge: Gelb-Rot. |
| Remshalden            |        | Wappen und Flagge am 3. Mai 1976 vom Landratsamt Rems-Murr-Kreis verliehen: „Blau unten ein goldenes (gelbes) Jagdhorn, dessen Kreisbogen oben vom Schaft eines goldenen (gelben) Tatzen-Stechkreuzes überdeckt wird.“ Flagge: Gelb-Blau. |
| Rudersberg            |        | Wappen und Flagge am 25. Januar 1980 vom Landratsamt Rems-Murr-Kreis verliehen: „Von Gold (Gelb) und Grün im Zinnenschnitt (3 grüne Zinnen) geteilt, oben eine liegende schwarze Hirschstange, unten eine silberne (weiße) Wellenleiste.“ Flagge: Grün-Gelb. |
| Schwaikheim           |        | Siegel um 1900 zeigen zwei Krummstäbe. Heutiges Wappen im Jahre 1931 festgelegt. Flagge am 19. Januar 1981 verliehen: „In Rot schräg gekreuzt ein goldener (gelber) Amtsstab (Vogtsstab) und ein goldener (gelber) Krummstab.“ Flagge: Gelb-Rot. |
| Spiegelberg           |        | Altes Wappen ('in Gold über grünem Dreiberg ein schwarz gerahmter silberner Spiegel') und Flagge am 17. September 1958 vom Innenministerium verliehen. Heutiges Wappen am 18. Februar 1981 vom Landratsamt Rems-Murr-Kreis verliehen: „In von Gold (Gelb) und Grün gespaltenem Schild ein in verwechselten Farben gespaltener Dreiberg, aus dessen mittlerer Kuppe eine gleichfalls in verwechselten Farben gespaltene Eichenstaude mit drei Blättern wächst (Spiegelbild).“ Flagge: Grün-Gelb. |
| Sulzbach an der Murr  |        | Wappen in Siegelabdrücken seit dem Jahre 1650 nachgewiesen. Flagge am 18. Februar 1981 vom Landratsamt Rems-Murr-Kreis verliehen: „In geteiltem Schild oben in Gold (Gelb) ein schreitender roter Löwe, unten in Blau ein silberner (weißer) Fisch.“ Flagge: Weiß-Blau. |
| Urbach                |        | Wappen und Flagge am 30. November 1978 vom Landratsamt Rems-Murr-Kreis verliehen: „Unter goldenem (gelbem) Schildhaupt, darin eine schwarze Hirschstange, in Rot ein silberner (weißer) Brackenrumpf.“ Flagge: Weiß-Rot. |
| Weissach im Tal       |        | Wappen und Flagge am 7. Juni 1974 vom Innenministerium verliehen: „In Blau über einem erniedrigten silbernen (weißen) Wellenbalken ein silberner (weißer) Schlüssel (Bart oben rechts), dessen Griff die Form eines Entenfußes hat.“ Flagge: Weiß-Blau. |
| Winterbach            |        | Unter Initiale W liegende Weinberghape seit 1686 als Marksteinzeichen in Gebrauch, erscheint seit 1822 aufgerichtet in Siegeln. Wappen und Flagge am 3. September 1963 vom Innenministerium verliehen: „In Rot ein silberner (weißer) Wellenbalken, darüber eine goldene (gelbe) Krone, darunter eine silberne (weiße) Weinberghape (Rebmesser) mit goldenem (gelbem) Griff.“ Flagge: Weiß-Rot. |